# Ламм, Борис Николаевич
Борис Николаевич Ламм (30 ноября 1913, Никольск-Уссурийский — 10 января 1979, Москва) - советский морской офицер, контр-адмирал (1951). Участник Советско-японской войны. Командир 14-й дивизии крейсеров ТОФ. На службе на должностях Государственной приемки кораблей ВМФ.

## Биография
Родился 30 ноября 1913 года в городе Никольск (ныне Уссурийск) Приморского края.
В РККФ с 1930 года. Окончил Училище связи ВМС РККА (6.1932-11.1936).
Связист дивизиона сторожевых кораблей (11.1936-12.1938). Помощник командира эсминца «Войков» (12.1938-11.1940). Член ВКП(б) с 1940 года. Помощник командира эсминца «Решительный» (11.1940-12.1941). Окончил ВСККС (12.1941-7.1942) в группе командиров миноносцев, в распоряжении ВС флота (7-9.1942). Командир эсминца «Решительный» (9.1942-12.1945). Участник Советско-японской войны.
Старший инспектор Боевой подготовки по эскадренным кораблям Отдела Боевой Подготовки штаба флота (12.1945-2.1947) ТОФ. Заместитель начальника ОБП – начальник Инспекции БП штаба флота (2-12.1947) 5-го ВМФ. Командир эсминца «Отважный» (12.1947-12.1948) 8-го ВМФ. Командир 3-го Дивизиона эскадренных миноносцев Отряда легких сил (12.1948 – 1.1949), командир 1-го дивизиона эскадренных миноносцев  (1.1949-12.1950) 5-го ВМФ. 
Окончил АКОС при ВМА им. К. Е. Ворошилова (12.1950-10.1951). Командир 188-й бригады эскадренных миноносцев эскадры ЧФ (11.1951-12.1954). Контр-адмирал (3.11.1951).
Окончил военно-морской факультет ВВА им. К. Е. Ворошилова (12.1954-10.1956). Заместитель начальника Управления – начальник отдела тактической подготовки соединений ВМФ Управления боевой подготовки ВМФ (10.1956-8.1957). Командир 14-й дивизии крейсеров ТОФ (8.1957-12.1959).
Из служебной характеристики (1958): «Имея большой стаж службы на кораблях и достаточный опыт службы на штабных должностях, правильно руководит соединением, много занимается подготовкой подчиненного штаба и командиров кораблей. За непродолжительное время командования дивизией проделал большую работу по налаживанию организации службы и дисциплины в соединении, сумел сколотить и мобилизовать офицерский состав на выполнение стоящих перед соединением задач... Хорошо знает Тихоокеанский военно-морской театр».
Заместитель начальника управления Государственной приемки (12.1959-1.1961), начальник Центральной группы Государственной приемки (1.1961-4.1973), заместитель председателя постоянной комиссии (3.1965-4.1973) Государственной приемки кораблей ВМФ.
С 16 апреля 1973 года в отставке по болезни. Умер 10 января 1979 года в Москве. Похоронен на Кунцевском кладбище.

## Награды
- орден Ленина (1956),
- орден Красного Знамени (26.02.1953),
- орден Отечественной войны I степени (7.09.1945),
- орден Красной Звезды (6.11.1947),
- орден «Знак Почета» (25.07.1966),
- именное оружие (1963),
- медаль «За победу над Японией» (1945)
- медаль «За боевые заслуги» (3.11.1944)[2].